# Comfort in Sound
Comfort in Sound es el cuarto álbum de la banda Feeder lanzado el 2 de octubre de 2002. Es el primer álbum sin Jon Lee, batería original de la banda, quien se suicidó aquel mismo año. 

## Lista de puesto
- #37 en Q magazine's 2002 lista de álbumes.[1]

- #27 en Planet Sound's 2002 lista de álbumes.[2]

- #32 en Kerrang! magazine's "Top 100 álbumes británicos de rock de todos los tiempos" list.[3]

- Rock Sound – "Álbum del mes".[4]

- Kerrang! – "Álbum de la semana".[4]

- Metal Hammer – "Álbum del mes".[4]

- The Times – "Álbum de la semana".[4]

## Nominación Award
- "Best album" en el 2003 Q Magazine Awards.[5]

## Lista de canciones

### Versión europea
Todas las canciones escritas y compuestas por Grant Nicholas. 
| N.º | Título                     | Duración |  |
| 1.  | «Just the Way I'm Feeling» | 4:22     |  |
| 2.  | «Come Back Around»         | 3:13     |  |
| 3.  | «Helium»                   | 3:15     |  |
| 4.  | «Child in You»             | 3:27     |  |
| 5.  | «Comfort in Sound»         | 3:46     |  |
| 6.  | «Forget About Tomorrow»    | 3:51     |  |
| 7.  | «Summer's Gone»            | 4:49     |  |
| 8.  | «Godzilla»                 | 2:05     |  |
| 9.  | «Quick Fade»               | 4:24     |  |
| 10. | «Find the Colour»          | 3:57     |  |
| 11. | «Love Pollution»           | 4:13     |  |
| 12. | «Moonshine»                | 6:49     |  |

### Versión Corea/Japón/Hong Kong
1. "Just the Way I'm Feeling"
2. "Come Back Around"
3. "Helium"
4. "Child in You"
5. "Comfort in Sound"
6. "Forget About Tomorrow"
7. "Summer's Gone"
8. "Godzilla"
9. "Quick Fade"
10. "Find the Colour"
11. "Love Pollution"
12. "Moonshine"
13. "Opaque"
14. "Emily"

### Versión original
1. "All in All"*
2. "Walk"*
3. "Just the Way I'm Feeling"
4. "Come Back Around"
5. "Find the Colour"
6. "Helium"
7. "Child in You"
8. "Ascend"*
9. "Godzilla"
10. "Before We Find Out"*
11. "Crystal"*
12. "Late"*
13. "Forget About Tomorrow"

## Personal
- Grant Nicholas – vocalista, guitarra, teclado
- Taka Hirose – bajo, vocalista
- Mark Richardson – batería, percusión